# Ghino Valenti
Gioacchino Alfredo Valenti, detto Ghino (Macerata, 14 aprile 1852 – Padova, 20 settembre 1921), è stato un economista italiano.

## Biografia

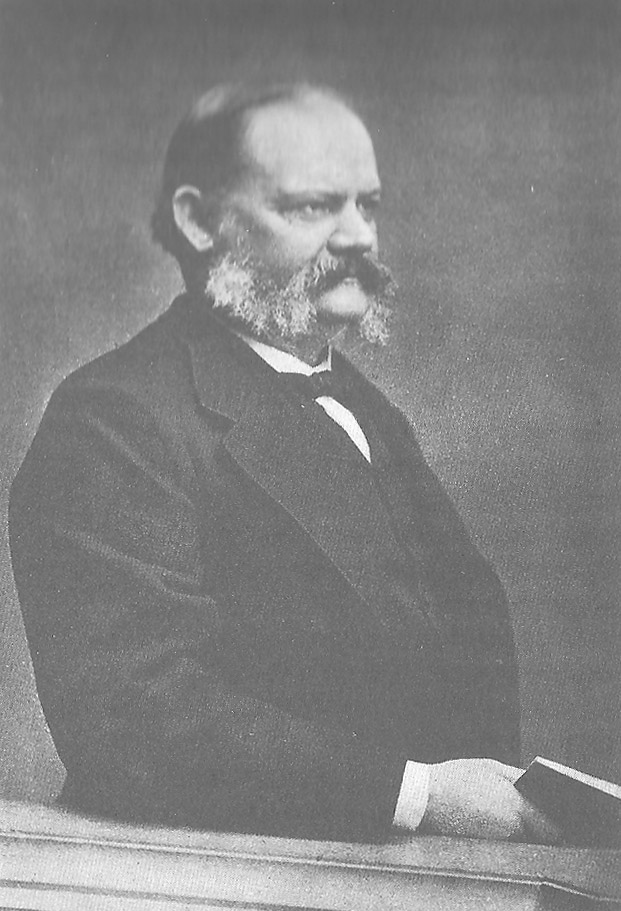
Angelo Messedaglia

Figlio di Teofilo, magistrato e docente di diritto civile, e della contessa Eleonora Spada Lavini, Valenti si laureò in legge a Macerata dopo aver seguito, fra gli altri, i corsi di economia politica di Piero Giuliani. Come economista, tuttavia, riconobbe fra i suoi maestri ideali soprattutto Angelo Messedaglia e Fedele Lampertico, i maggiori rappresentanti della cosiddetta scuola lombardo-veneta, orientata al positivismo.
Alla morte del padre si dedicò all'amministrazione delle terre ereditate, che cercò di rendere più redditizie attraverso investimenti in importanti opere di miglioria. Furono probabilmente tali investimenti ad indebolire la posizione finanziaria del Valenti e a costringerlo a cercare impiego all'Università di Macerata e poi a Roma.

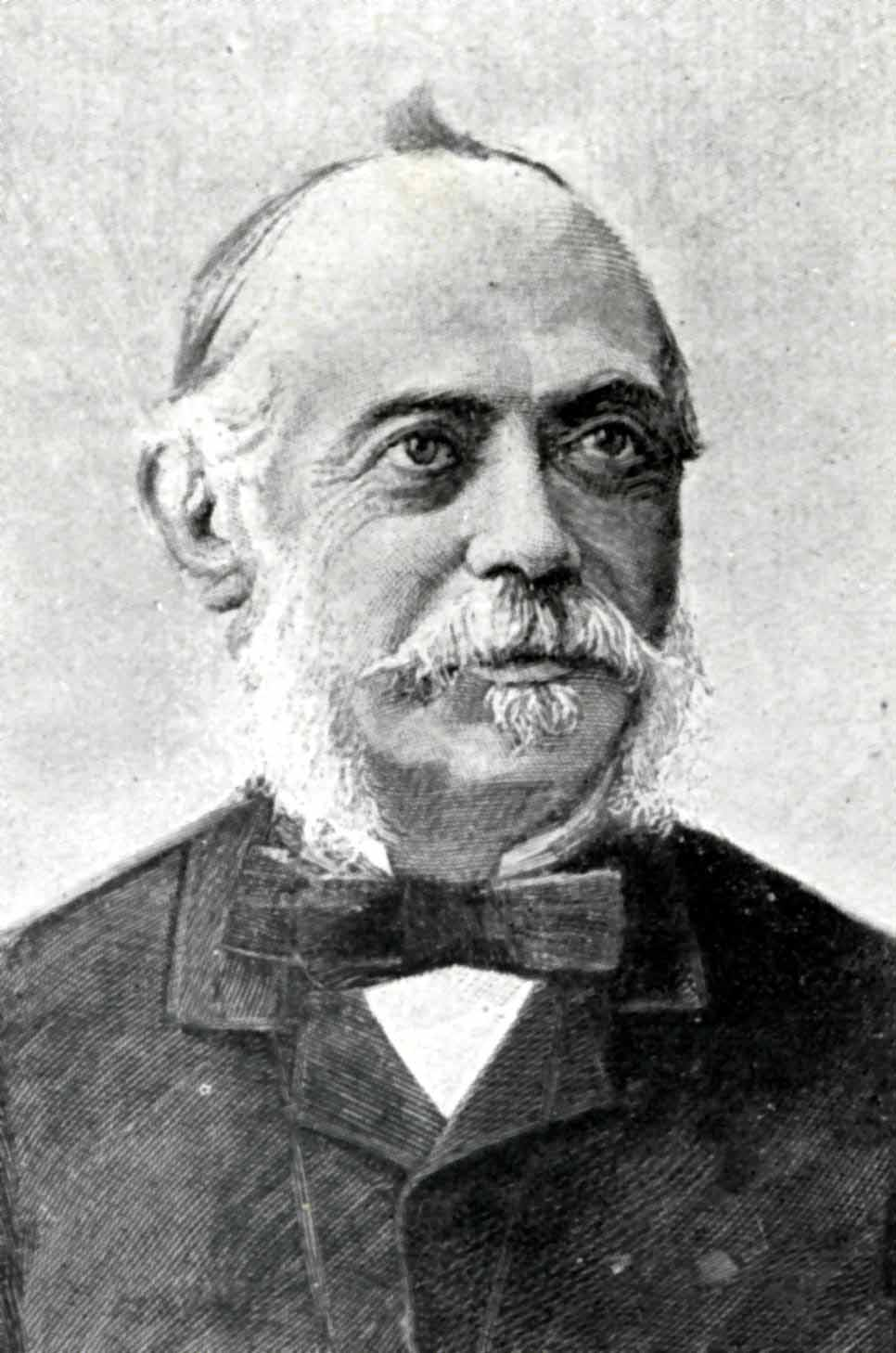
Stefano Jacini

Quali che fossero le ragioni del tardivo giungere di Valenti alla carriera accademica, egli aveva tuttavia sempre proseguito i suoi studi, specie nel campo dell'economia agraria. Come presidente del Comizio agrario di Macerata, Valenti aveva collaborato alla redazione degli atti della commissione per l'inchiesta agraria presieduta da Stefano Jacini, stendendo la relazione dedicata alle Marche. Questa relazione sfruttava innovativamente, ai fini di un'analisi statistica della proprietà agraria marchigiana, i dati offerti dal catasto pontificio. Inoltre aveva sempre contribuito al dibattito che si svolgeva sulle riviste locali.
Verso il 1892 Valenti si trasferì a Roma, dove divenne Segretario Generale della Società degli agricoltori italiani, incarico che tenne fino al 1898, quando gli successe Francesco Coletti.

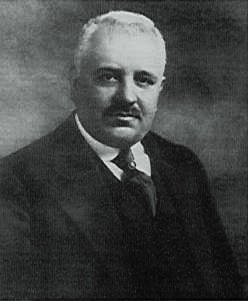
Francesco Saverio Nitti

Dopo uno scontro con Nitti per la cattedra di economia e scienza delle finanze a Napoli, Valenti, insegnò in varie università. Fra il 1897 e il 1920 Valenti fu docente di Economia politica all'Università di Modena,  all'Università di Padova (dove fu maestro di Giovanni Lorenzoni) e infine all'Università di Siena. Alla Scuola Superiore di Agricoltura di Milano Valenti fu fra le influenze determinanti nella formazione di Arrigo Serpieri e di altri economisti agrari di quella generazione.
Nel 1907, su iniziativa del Ministro Francesco Cocco-Ortu, divenne direttore dell'Ufficio di statistica agraria presso il Ministero dell'agricoltura, dell'industria e del commercio. Mantenne l'incarico fino al 1911, quando Francesco Saverio Nitti, divenuto ministro, accorpò l'Ufficio di Statistica Agraria con l'Ufficio di Statistica Generale presso il medesimo ministero.
Come Commissario centrale per la statistica agraria, Valenti operò una sostanziale riorganizzazione e avviò la compilazione del catasto agrario 1910. Benché la pubblicazione dei dati del catasto agrario 1910, iniziata nel 1912, non sia stata mai conclusa, esso servì di base alle statistiche della produzione agricola italiana fino alla revisione del 1929.
Nel 1913 Valenti partecipò all'inchiesta parlamentare sulla Tripolitania settentrionale. 
Dopo la fine della prima guerra mondiale fu incaricato di studiare la nuova tariffa doganale. In quel periodo Valenti scriveva sulla Rivista delle Società Commerciali ed è quindi probabile che, allontanatosi dall'agrarismo liberista della Società degli Agricoltori Italiani, si fosse avvicinato alle posizioni dei nazionalisti, il cui movimento politico era sostenuto dalla grande industria.
A Ghino Valenti è dedicato il Laboratorio di politiche agricole, alimentari e ambientali dell'Università di Macerata, oltre che una via della città stessa.

## Scritti
Fra i suoi principali lavori ricordiamo: 
- L'economia rurale nelle Marche, Macerata : F.lli Mancini tipografi editori, 1888 (elabora la relazione per l'Inchiesta Jacini).
- Le idee economiche di Gian Domenico Romagnosi. Saggio critico di Ghino Valenti, Roma,  Loescher, 1891.
- Cooperazione rurale, Firenze : G. Barbera Edit., 1902.
- Principii di scienza economica. Introduzione allo studio dell'economia politica, i principii dell'economia individuale, i principii dell'economia sociale, Firenze : G. Barbera, 1906; 2ª ed. 1909; 3ª ed. 2 voll., 1916-1918; rist. 1921; 1925.
- Gli studi sulla Libia, Roma : Tip. Unione Ed., 1912.
- Studi di politica agraria : (rimboschimento e proprietà collettiva, l'enfiteusi, la Campagna romana, il latifondo in Sicilia, l'Italia agricola nel cinquantennio), Roma : Athenaeum, 1914.